# Gadzhí Rashídov
Gadzhí Magomédovich Rashídov –en ruso, Гаджи Магомедович Рашидов– (12 de abril de 1969) es un deportista soviético de origen daguestano que compitió en lucha libre. Ganó dos medallas de bronce en el Campeonato Mundial de Lucha, en los años 1990 y 1991, y una medalla de plata en el Campeonato Europeo de Lucha de 1991.

## Palmarés internacional
| Campeonato Mundial | Campeonato Mundial   | Campeonato Mundial | Campeonato Mundial |
| Año                | Lugar                | Medalla            | Categoría          |
| ------------------ | -------------------- | ------------------ | ------------------ |
| 1990               | Tokio (Japón)        | Medalla de bronce  | 62 kg              |
| 1991               | Varna (Bulgaria)     | Medalla de bronce  | 62 kg              |
| Campeonato Europeo |                      |                    |                    |
| Año                | Lugar                | Medalla            | Categoría          |
| 1991               | Stuttgart (Alemania) | Medalla de plata   | 62 kg              |